# C-dur
C-dur – tonacja muzyczna oparta na skali durowej, której toniką jest c. Gama C-dur zawiera dźwięki: c, d, e, f, g, a, h, c. Zapis tonacji C-dur, podobnie jak a-moll, nie zawiera znaków chromatycznych. Pokrewną jej molową tonacją paralelną jest a-moll, jednoimienną molową – c-moll.
C-dur to także akord, zbudowany z pierwszego (c), trzeciego (e) i piątego (g) stopnia gamy C-dur.

## Znane dzieła w tonacji C-dur
- Joseph Haydn – Symfonia L’Ours (Niedźwiedź)
- Wolfgang Amadeus Mozart – Symfonia nr 41 (Jowiszowa), Symfonia Linzka nr 36, XXI koncert fortepianowy (KV 467), XXV koncert fortepianowy (KV 503)
- Ludwig van Beethoven – I Symfonia, I Koncert fortepianowy, Koncert potrójny, Sonata Waldsteinowska, finał V Symfonii
- Franz Schubert – VI Symfonia Mała, IX Symfonia Wielka
- Robert Schumann – II Symfonia
- Siergiej Prokofjew – III Koncert fortepianowy
- Richard Strauss – Początek Tako rzecze Zaratustra
- Jean Sibelius – VII Symfonia
- Dmitrij Szostakowicz – VII Symfonia Leningradzka